# 橳島次郎
橳島 次郎（ぬでしま じろう、1960年 - ）は、日本の社会学者、生命倫理学研究者。生命倫理政策研究会共同代表。
専門は、生命科学・医学の研究と臨床応用を中心にした科学政策論。

## 来歴
神奈川県横浜市生まれ。麻布中学校・高等学校、東京大学文学部卒業。1991年東京大学大学院社会学研究科博士課程修了、「生と死の比較社会学 - 先端医療技術ないし「生命倫理」との関わりの研究」で社会学博士の学位を取得。1990年12月三菱化成生命科学研究所（後の三菱化学生命科学研究所）入所。2000年6月熊本大学発生医学研究センター客員教授（兼務）。2002年4月三菱化学生命科学研究所社会生命科学研究室長。2004年科学技術文明研究所主任研究員。2007年三菱化学生命研協力研究員。

## 著書
- 『神の比較社会学』（弘文堂） 1987年8
- 『脳死・臓器移植と日本社会 死と死後を決める作法』（弘文堂） 1991.6
- 『先端医療のルール 人体利用はどこまで許されるのか』（講談社現代新書） 2001.12
- 『生命の研究はどこまで自由か 科学者との対話から』（岩波書店） 2010.2
- 『精神を切る手術　脳に分け入る科学の歴史』（岩波書店） 2012.5
- 『先端医療と向き合う 生老病死をめぐる問いかけ』（平凡社新書） 2020.6

## 参考
- http://www.arsvi.com/w/nj01.htm